# John Winter
John Arthur „Jack” Winter  (ur. 3 grudnia 1924 w Perth, zm. 5 grudnia 2007 tamże) – australijski lekkoatleta skoczek wzwyż, mistrz olimpijski z Londynu.
Służył w Royal Australian Air Force w Wielkiej Brytanii podczas II wojny światowej. Po powrocie do Australii zdobył mistrzostwo tego państwa w skoku wzwyż w 1947 i 1948.
Na igrzyskach olimpijskich w 1948 w Londynie konkurs finałowy w skoku wzwyż był rozgrywany w deszczu. W tych trudnych warunkach Winter jako jedyny zaliczył wysokość 1,98 m i zwyciężył.
Po igrzyskach Winter pozostał przez pewien czas w Wielkiej Brytanii. Powrócił w 1950, zdobył mistrzostwo Australii w tym roku, a także zwyciężył na igrzyskach Imperium Brytyjskiego w 1950 w Auckland (również wynikiem 1,98 m). W tym samym roku zakończył wyczynowe uprawianie lekkiej atletyki.
Trzykrotnie poprawiał rekord Australii w skoku wzwyż do wyniku 2,013 m (29 lutego 1948 w Perth).